# Дисциплинарное взыскание
Дисциплина́рное взыска́ние, Взыска́ния дисциплина́рные — наказание за нарушение дисциплины, налагаемое на:
- военнослужащего — в связи с нарушением им воинской дисциплины, в соответствии с Дисциплинарным уставом[4][5][6];
- государственного гражданского служащего — в связи с нарушением им служебной дисциплины;
- работника — в связи с нарушением им трудовой дисциплины;
- осужденного — в связи с нарушением им режима содержания.

## Россия
На конец XIX столетия, в России имперского периода, дисциплинарные наказания как административные взыскания и наказания без суда, налагаемые администрацией по дискреционной, предоставляемой ей власти допускались в службе государственной, гражданской и военной, предоставляемые законом в известных случаях власти начальника относительно подчинённых.
По определению Статьи 8 Устава дисциплинарного, Дисциплинарное взыскание (наказание) есть «наказание, налагаемое без суда, властью начальства». 
В Вооружённых Силах Союза ССР дисциплинарные взыскания являлись мерой воспитания, и были наказаниями, применяемыми к военнослужащим властью их прямого или непосредственного начальника, которому они постоянно или временно подчинены, и налагались за совершенные военнослужащим проступки по службе или за нарушение им общественного порядка, если эти проступки не влекли за собой привлечения виновного к судебной ответственности. Приносить жалобы на строгость дисциплинарных взысканий запрещалось.
В Российской Федерации — России наложение дисциплинарных наказаний предусмотрено Трудовым кодексом Российской Федерации, дисциплинарными уставами (например, Дисциплинарным уставом Вооружённых Сил Российской Федерации, Дисциплинарным уставом органов внутренних дел), законами (например, Законом о государственной гражданской службе в России, Законом «О службе в таможенных органах Российской Федерации»), другими нормативными правовыми актами (например, Положением «О правоохранительной службе в органах по контролю за оборотом наркотических средств и психотропных веществ»), локальными нормативными актами.
Статьёй 192 Трудового кодекса Российской Федерации (ТК России) предусмотрены следующие виды дисциплинарных взысканий:
- замечание;
- выговор;
- увольнение по соответствующим основаниям.

Согласно ст. 193 ТК России до применения дисциплинарного взыскания работодатель должен затребовать от работника письменное объяснение. Свои объяснения работник обычно предоставляет в таком документе, как объяснительная записка.
Выговор в трудовом законодательстве.
Выговор выносится с указанием места, даты, времени и причины взыскания. При подписании трудового договора работник знакомится со своими обязанностями, правилами трудовой дисциплины и основаниями для вынесения выговора.
Чтобы вынести выговор работнику, работодатель обязан потребовать от него объяснительную записку, в которой работник излагает свою версию произошедшего. Выговор не заносится в трудовую книжку. Но если сотрудник уволен за систематическое нарушение трудовой дисциплины, в приказе об увольнении все выговоры упоминаются, и этот приказ приводится в трудовой книжке.
Если такие формальности не соблюдены, то работник может оспорить вынесенное взыскание, потому что он не знал, что своими действиями нарушает какие-либо правила, и что эти действия являются основаниями для выговора.
Федеральными законами, уставами и положениями о дисциплине могут предусматриваться и другие дисциплинарные взыскания. Так, федеральным законом «О государственной гражданской службе Российской Федерации» предусматривается, помимо перечисленных, предупреждение о неполном должностном соответствии.
К военнослужащим могут применяться следующие виды дисциплинарных взысканий:
- выговор;
- строгий выговор;
- лишение очередного увольнения из расположения воинской части или с корабля на берег;
- лишение нагрудного знака отличника;
- предупреждение о неполном служебном соответствии;
- наряды вне очереди, количество зависит от тяжести содеянного;
- снижение в воинской должности;
- снижение в воинском звании на одну ступень;
- снижение в воинском звании на одну ступень со снижением в воинской должности;
- досрочное увольнение с военной службы в связи с невыполнением военнослужащим условий контракта;
- отчисление из военного образовательного учреждения профессионального образования;
- отчисление с военных сборов;
- дисциплинарный арест.

К дисциплинарным взысканиям относится и увольнение по отрицательным мотивам (за прогул, появление на работе в состоянии алкогольного или токсического опьянения, однократное грубое нарушение или систематические нарушения дисциплины, разглашение охраняемой законом тайны, совершение по месту работы хищения, нарушение требований охраны труда и другие — статья 81 Трудового кодекса).
Применяться могут только дисциплинарные взыскания, предусмотренные законодательством.
При наложении взыскания должны учитываться тяжесть и обстоятельства совершения проступка. За один проступок может быть наложено только одно дисциплинарное взыскание (к взысканиям не относится материальная ответственность). До наложения взыскания в любом случае от лица, допустившего проступок, истребуется письменное объяснение.
За каждый дисциплинарный проступок может быть применено только одно дисциплинарное взыскание.